# Длиннохвостый бычок Книповича
Длиннохвостый бычок Книповича (Knipowitschia longecaudata) — вид рыб из семейства бычковых.

## Биологическое описание
Длина тела обычно 30 мм, максимальная до 50 мм. Масса составляет 1—3 грамма. Широко распространён в Каспийском, Азовском и Черноморском бассейнах. Предпочитает районы с песчаным дном и богатой подводной растительностью в мелких прибрежных водах. Обитает только в солоноватой и пресной воде с температурой 4—20 °C. период размножения с марта по июль. Половая зрелость наступает в возрасте менее 1 года при длине 20 мм. Продолжительность жизни составляет до двух лет. Питается мелкими водными беспозвоночными.